# Cofidis (wielerploeg)/2010
Deze pagina geeft een overzicht van de Cofidis-wielerploeg in 2010.

## Algemeen
Sponsor: Cofidis (bank)
Algemeen manager: Eric Boyer
Technisch directeur: Lionel Marie
Ploegleiders: Alain Deloeuil, Bernard Quilfen, Eddy Seigneur, Francis Van Londerseele
Fietsmerk: Time
Banden: Vittoria

## Renners
| Naam               | Geboortedatum | Nationaliteit | Ploeg 2009          |
| ------------------ | ------------- | ------------- | ------------------- |
| Stéphane Augé      | 06-12-1974    | Frankrijk     |                     |
| Guillaume Blot     | 08-03-1985    | Frankrijk     |                     |
| Mickaël Buffaz     | 21-05-1979    | Frankrijk     |                     |
| Rémi Cusin         | 03-02-1986    | Frankrijk     | Agritubel           |
| Jean Eudes Demaret | 25-07-1984    | Frankrijk     |                     |
| Samuel Dumoulin    | 20-08-1980    | Frankrijk     |                     |
| Leonardo Duque     | 10-04-1980    | Colombia      |                     |
| Julien El Fares    | 01-06-1985    | Frankrijk     |                     |
| Julien Fouchard    | 20-08-1986    | Frankrijk     |                     |
| Tony Gallopin      | 24-05-1988    | Frankrijk     | Auber 93            |
| Kevyn Ista         | 25-11-1984    | België        | Agritubel           |
| Christophe Kern    | 18-01-1981    | Frankrijk     |                     |
| Jens Keukeleire    | 23-11-1988    | België        | WC Soenens          |
| Kalle Kriit        | 13-11-1983    | Estland       | AVC Aix-en-Provence |
| Sébastien Minard   | 12-06-1982    | Frankrijk     |                     |
| Amaël Moinard      | 02-02-1982    | Frankrijk     |                     |
| David Moncoutié    | 30-04-1975    | Frankrijk     |                     |
| Damien Monier      | 27-08-1982    | Frankrijk     |                     |
| Rémi Pauriol       | 04-04-1982    | Frankrijk     |                     |
| Nico Sijmens       | 01-04-1978    | België        |                     |
| Rein Taaramäe      | 24-04-1987    | Estland       |                     |
| Tristan Valentin   | 23-02-1982    | Frankrijk     |                     |
| Romain Zingle      | 24-01-1987    | België        | Willems Verandas    |

## Belangrijke overwinningen
| Ronde van Gabon 1e etappe: Samuel Dumoulin Ster van Bessèges 3e etappe: Samuel Dumoulin Eindklassement: Samuel Dumoulin Ronde van de Middellandse Zee 4e etappe: Julien El Fares Gran Premio Dell'Insubria-Lugano Winnaar: Samuel Dumoulin GP Fayt-le-Franc Winnaar: Jens Keukeleire Driedaagse van West-Vlaanderen 1e etappe: Jens Keukeleire Eindklassement: Jens Keukeleire | Parijs-Nice 7e etappe: Amaël Moinard Nokere Koerse Winnaar: Jens Keukeleire Grote Prijs van Cholet-Pays de Loire Winnaar: Leonardo Duque Ronde van Catalonië 6e etappe: Samuel Dumoulin Ronde van de Sarthe 4e etappe: Samuel Dumoulin Parijs-Camembert Winnaar: Sébastien Minard | Ronde van Italië 17e etappe: Damien Monier Ronde van Luxemburg 3e etappe: Tony Gallopin Route du Sud Etappe 2b: David Moncoutié Eindklassement: David Moncoutié Ronde van Spanje 8e etappe: David Moncoutié Bergklassement: David Moncoutié |

Mannen: 1997 · 1998 · 1999 · 2000 · 2001 · 2002 · 2003 · 2004 · 2005 · 2006 · 2007 · 2008 · 2009 · 2010 · 2011 · 2012 · 2013 · 2014 · 2015 · 2016 · 2017 · 2018 · 2019 · 2020 · 2021 · 2022 · 2023 · 2024 · 2025
Vrouwen:2022 · 2023 · 2024 · 2025